# Ruth Riley
Ruth Riley, née le 28 août 1979 à Ransom (Kansas), est une joueuse américaine de basket-ball, devenue entraîneuse.
Double championne universitaire avec Notre Dame, elle remporte également deux titres en Women's National Basketball Association (WNBA). Elle est également l'une des rares joueuses à détenir ces deux titres avec un titre de championne d'olympique, titre obtenu avec la sélection américaine lors des Jeux olympiques de 2004 à Athènes.

## Biographie

### Débuts et carrière universitaire
Elle est la deuxième fille d'une famille de trois enfants, avec une sœur aînée prénommée Rachel Cattin et un frère Jacob, dont la mère est Sharon Riley.
Ses statistiques lors de sa carrière de joueuse en high school, au North Miami High School dans l'Indiana sont de 26,0 points, 14,7 rebonds et 5,2 contres par rencontre, pour des totaux de 1 372 points, 1 011 rebonds et 427 rebonds. Elle rejoint ensuite les Fighting Irish de Notre Dame de l'université Notre Dame. Dès le premier match de sa saison officielle, elle réalise un double-double, performance qu'elle réalise à neuf reprises durant sa saison régulière. Son meilleur total de point est de 32 points, performance qu'elle réussit lors de deux rencontres. Pour son premier match du tournoi final de la NCAA, elle réussit 21 points et capte neuf rebonds. Sa première saison se termine sur une défaite 70 à 65 face à Purdue lors des demi-finales régionales. Elle est honorée à titre individuel dès sa première saison universitaire, avec trois titres de débutante de la semaine (Rookie of the Week) de la Big East Conference. Elle termine cette saison dans le premier cinq des débutantes de la conférence.
Pour sa seconde saison de NCAA, aussi désignée sous le terme de freshman, elle inscrit dix points ou plus lors de chacune des rencontres de la saison régulière, quatre rencontres exceptées. Elle établit son nouveau record de point en carrière, 41, lors d'une rencontre contre Providence où elle capte également 13 rebonds. Ce record est également le record de l'université. Ce sont les joueuses de LSU qui empêchent les joueuses de Notre Dame de poursuivre leur route dans le tournoi final en remportant le deuxième tour sur le score de 74 à 64. Elle est élue dans le premier cinq de la Conférence et dans celui du tournoi de la conférence. Elle reçoit également le titre de BIG EAST Defensive Player of the Year, meilleure joueuse défensive de la conférence.
Lors de sa troisième saison universitaire, elle est comme la saison précédente la meilleure marqueuse, 16,2 points, et rebondeuse, 7,3 rebonds, de son équipe. Dans une saison où elle inscrit son 1000e point et capte son 700e rebond, elle présente à nouveau des statistiques imposantes, inscrivant le quatrième match de sa carrière NCAA avec 36 points dans une rencontre contre Miami où elle réalise un double-double avec également 12 rebonds en seulement 28 minutes. Elle réalise à six reprises un double-double, le dernier lors du quart de finale du tournoi de la conférence. Notre Dame est éliminé de ce tournoi lors du tour suivant. Lors du tournoi NCAA, les joueuses de l'Irish disputent trois rencontres, s'inclinant en demi-finale régionale face à Texas Tech sur le score de 69 à 65. elle présente des statistiques de 15,7 points et 7,0 rebonds. Elle obtient de nouveau des récompenses individuelles : comme la saison précédente, elle est nommée BIG EAST Defensive Player of the Year et dans le premier cinq de la conférence, tour comme dans le cinq du tournoi de la conférence. Elle est de nouveau honorée au niveau national avec des sélections dans des équipes All-American : Associated Press All American First Team, US Basketball Writers Association, All American.
Lors de sa dernière saison, seules trois équipes parviennent à limiter Ruth Riley à moins de dix points lors des 36 rencontres qu'elle dispute. Elle termine la saison avec des statistiques de 18,7 points, 7,8 rebonds, 19 passe et 3,1 contres. Elle devient la troisième joueuse des Irish à inscrire 2 000 points en carrière et la première à capter 1 000 rebonds. Après avoir disputé, et perdu la finale du tournoi de la Big East Conference face à Connecticut, obtenant sa troisième nomination consécutive dans l'équipe du tournoi, elle réalise de grand performances lors du tournoi de la NCAA pour conduire son équipe en finale : 28,0 points et 10,0 rebonds de moyenne lors du tournoi régional, avec en particulier 24 points, 14 rebonds en demi-finale régionale puis 32 points lors de la finale régionale contre Vanderbilt ce qui qualifie Notre Dame pour le Final Four. Opposées à Connecticut, les joueuses des Irish terminent la première mi-temps avec un retard de 16 points avec Riley limitées à deux. Notre Dame retourne la situation et l'emporte 90 à 75, avec un total de 18 points de Riley, pour obtenir le droit de rencontrer les Boilermakers de Purdue lors de la finale. Riley inscrit 28 points, capte 13 rebonds - son dixième double-double de la saison - et réalise sept contres et offre le titre à son équipe qui l'emporte 68 à 66. Elle termine avec le titre de meilleure joueuse du Final Four (MOP). Elle est nommée All American pour la State Farm/WCBA, Associated Press All American First Team, US Basketball Writers Association, All American. Elle est également désignée meilleure joueuse de l'année par l'Associated Press, US Basketball Writers Association. Elle remporte également le Naismith Trophy.

### Carrière professionnelle
Choisie en cinquième position de la draft WNBA 2001 par le Sol de Miami, franchise qui a terminé sa première saison de WNBA avec un bilan de 13 victoires pour 19 défaites, elle commence la saison en tant que joueuse venant du banc mais très vite elle devient une joueuse du cinq de départ. Elle dispute les 32 matchs de la saison régulière dont 20 dans les joueuses du départ. Sa saison se solde par des statistiques de 6,8 points, 4,1 rebonds, 0,8 passe et 1,4 contre en 25 minutes. Ses meilleures performances sur la saison sont de 16 points dans une rencontre contre Portland et de 11 rebonds contre Orlando. Elle enregistre son premier double-double contre Detroit avec 12 points et 10 rebonds. Avec 46 contres, soit une moyenne de 1,6 par rencontre, elle termine au neuvième rang de la ligue dans ces deux catégories (nombre de contre total et par rencontre). Miami se qualifie pour les playoffs, échouant en trois manches face aux Liberty de New York. Pour sa première participation en playoff, elle présente des statistiques de 8,0 points et 5,3 rebonds.
Pour la première fois de sa carrière, Ruth Riley doit déclarer forfait en raison de blessure. Elle se blesse à un doigt ce qui la prive du début de la saison WNBA 2002 pendant quatre semaines. Elle dispute 26 rencontres mais seulement huit en tant que titulaire du cinq majeur. Son temps de jeu est en baisse avec 20 minutes, temps qu'elle utilise pour inscrire 5,7 points, capter 3,5 rebonds. Sa moyenne de contre est toutefois en hausse 1,6 contre 1,4 ce qui lui permet d'obtenir le quatrième de la ligue. Miami termine avec un bilan de 15 victoires pour 17 défaites, obtenant une sixième place de la conférence est.
À l'instar de nombreuses joueuses évoluant en WNBA, elle décide d'occuper l'intersaison de WNBA pour évoluer dans d'autres ligues. Elle rejoint l'Europe et évolue avec le Ros Casares Valence. Ce club dispute l'Euroligue, compétition de club la plus prestigieuse en Europe. Riley dispute 14 rencontres pour des statistiques de 10,4 points, 7,4 rebonds, 1,7 passe et 2,1 contre, terminant deuxième de la compétition sur cette dernière catégorie statistique derrière la Polonaise Małgorzata Dydek,.
La franchise du Sol de Miami ayant déposé le bilan, elle fait partie d'une draft de dispersion qui comprend également les joueuses de la franchise du Fire de Portland, qui met également un terme à son activité. Ruth Riley est la première joueuse choisie lors de cette sélection. Elle rejoint la franchise du Shock de Détroit. Celle-ci, désormais dirigée par Bill Laimbeer, reçoit également le renfort de Cheryl Ford, troisième choix de la draft. Conformément aux prédictions de son entraîneur, Les joueuses de Détroit terminent la saison régulière avec le meilleur bilan de la ligue, 25 victoires pour 9 défaites. Ce bilan constitue alors la meilleure progression pour une d'une saison à l'autre avec un écart de plus 16 victoires. Lors des playoffs, Détroit s'impose par deux victoires à une face aux Rockers de Cleveland puis par deux à zéro face au Sun du Connecticut. En finales WNBA, Détroit bat les Sparks de Los Angeles par deux à un. Lors de ces finales.
Au contraire de la saison précédente, elle ne rejoint pas l'Europe et dispute la National Women's Basketball League (NWBL) avec la franchise du Chill du Colorado. Pour la troisième année consécutive, elle termine dans le Top 5 du classement des contreuses avec 1,6 par rencontres. Elle ajoute également 11,1 points, 5,9 rebonds et 1,5 passe. Elle établit de nouveau records personnels en carrière avec 26 points et 13 rebonds. La franchise de Detroit se qualifie pour les playoffs en terminant au troisième rang de la conférence Est avec un bilan équilibré de 17 victoires et 17 défaites. Lors de ceux-ci, terminés au premier tour après une défaite deux à un face au Liberty de New York, Riley présente des statistiques de 9,7 points, 5 rebonds, 3 passes et 2 contres.
Après une nouvelle saison passée en NWBL, couronnée par un titre de champion de la ligue, elle dispute sa troisième saison avec le Shock de Détroit. Malgré un bilan négatif - 16 victoires pour 18 défaites - la franchise de Detroit se qualifie une nouvelle fois pour les playoffs mais, tout comme la saison précédente, la saison s'achève au premier tour avec une défaite en deux manches face au Connecticut Sun. Avec un temps de jeu réduit par rapport à la saison précédente, 25 minutes contre 30 minutes, ses statistiques sont en baisse : elle inscrit 7,6 points, capte 4,7 rebonds, délivre 1,2 passe et réalise 1,4 contre. Avec 46 contres dans sa saison, elle figure encore parmi les meilleures joueuses dans cette catégorie statistique.
Sa saison de NWBL est perturbée par une blessure lors des matchs de pré-saison du Chill du Colorado. Elle est de retour en fin de saison, disputant quelques matchs de saison régulière puis les playoffs, dont elle est nommée MVP pour sa contribution au second titre consécutif de sa franchise. En WNBA, sa franchise réalise une meilleure saison que les deux précédentes en terminant au second rang de l'Est avec 23 victoires et 11 défaites. Détroit élimine le Fever de l'Indiana en deux manches puis l'équipe avec le meilleur bilan de la ligue, le Sun du Connecticut, sur le score de deux à un. Lors des finales, Détroit est mené deux fois, un à zéro puis deux à un mais parvient à égaliser et se qualifier pour une ultime manche, premières finales WNBA de l'histoire se déroulant en cinq manches. Détroit remporte celle-ci en triomphant 80 à 75. Lors de cette série, Riley présente des statistiques de 2 points, 1 contre, puis 2 points, 3 rebonds, 2 contre lors de la seconde rencontre, 2 points et deux contres lors du troisième match, 4 rebonds et 2 contres lors du match 4 et 4 points, 3 rebonds et 4 contres lors de l'ultime rencontre. Sur l'ensemble des playoffs, ses statistiques sont de 4,4 points, 3,2 rebonds, 1,3 contre et 0,5 passe. En saison régulière, elle termine au cinquième rang de la ligue au classement des contreuses avec 1,4 par rencontres.
Elle dispute alors la saison européenne en Pologne avec le club de Lotos Gdynia, club avec lequel elle perd la finale du championnat de Pologne. Celui-ci est finalement remporté par Wisła Can-Pack qui remporte la série finale, disputée au meilleur des sept matchs, grâce à une victoire 68 à 54 lors de l'ultime rencontre. Toutefois Riley remporte un trophée avec Gdynia avec la coupe de Pologne face au même adversaire sur le score de 79 à 74. En février 2007, elle fait partie d'un échange qui l'envoie rejoindre les Silver Stars de San Antonio. Avec sa nouvelle franchise, elle termine au second rang de la conférence Ouest. San Antonio franchit le premier tour, les Monarchs de Sacramento mais doit s'incliner face au futur champion, le Mercury de Phoenix. durant cette saison, elle inscrit 5,9 points, capte 4,9 rebonds, délivre 1,2 passe et réussit 2 contres, troisième de la ligue derrière Margo Dydek et Lauren Jackson. Elle profite également de cette saison pour franchir la barrière des 1 000 points en carrière.
Durant la saison européenne 2007-2008, Ruth Riley découvre un nouveau pays avec la Lettonie sous les couleurs du TTT Riga. Avec ce dernier, elle remporte le championnat de Lettonie, dont elle est nommée meilleure pivot. En ligue baltique, Riga échoue en demi-finale face au TEO Vilnius.
En janvier 2009, elle rejoint le championnat d'Espagne : elle rejoint le club de Rivas Ecopolis en prenant la succession de Cathy Joens, blessée. Pour son retour aux États-Unis lors de la saison 2008, Riley et ses coéquipières de San Antonio figurent parmi les prétendantes au titre. Ruth Riley inscrit 5,1 points, capte 3,6 rebonds, délivre 1 passe et réussit 1,4 contre mais elle ne figure désormais plus dans le cinq de départ, place prise par la Belge Ann Wauters. Elle dispute les neuf rencontres des playoffs et présente des statistiques de 2,0 points, 2,1 rebonds, 1,1 passe et 0,9 contre en 17 minutes 1. San Antonio, après avoir terminé avec le meilleur bilan de la ligue, élimine les Monarchs puis les Sparks mais s'incline en finales face au Shock de Détroit sur le score de trois à zéro.
Après leur excellente saison précédente, San Antonio déçoit en terminant seulement quatrième de la conférence. C'est le futur champion WNBA, le Mercury, qui met un terme à la saison de Riley et ses coéquipières lors du premier tour des playoffs. Riley, qui dispute 31 des 34 matchs de la saison dont 17 dans le cinq majeur, inscrit 5,3 points, capte 4,5 rebonds, délivre 0,9 passe et réalise 1,5 contre. Avec une septième place dans cette dernière catégorie statistique, elle continue d'être l'une des meilleures contreuses de la ligue en terminant pour la neuvième fois consécutive dans le Top 10 du classement de la catégorie.
En janvier 2010, elle rejoint un autre championnat européen en évoluant en Grèce pour le club d'Athinaikos. Avec ce dernier club, elle dispute l'Eurocoupe. Elle contribue à la première victoire du club grec dans une compétition européenne après une victoire en deux manches, victoire 65 à 57 à l'aller puis défaite 57 à 53. Lors de la finale retour, Riley inscrit 9 points et capte 9 rebonds. Durant la compétition, dont elle dispute sept rencontres, elle présente des statistiques de 11,3 points, 7,4 rebonds, 1,3 passe et 1,1 contre.
Lors de la saison 2010, elle ne dispute que 20 rencontres de la phase régulière pour des statistiques de 3,8 points, 2,3 rebonds, 1 passe et 0,7 contre. Pour sa neuvième participation aux playoffs, elle dispute les deux rencontres de sa franchise - San Antonio s'incline deux à zéro face à Phoenix - inscrit 7,5 points, capte 2 rebonds, et réussit 1,5 contre.
De retour en Grèce pour la saison 2010-2011, elle participe à la Supercoupe d'Europe, compétition opposant le vainqueur de l'Euroligue et de l'Eurocoupe. Le Spartak région de Moscou remporte ce trophée sur le score de 70 à 61 dans une rencontre où Riley inscrit de 3 points, 1 rebonds. Lors de l'édition 2010-2011 de l'Eurocoupe, elle dispute dix rencontres : 8,6 points, 5,1 rebonds, 1 passe et 1,7 contre. le club grec s'incline en demi-finale face aux Israéliennes de Elitzur Ramla. Elle remporte ensuite son deuxième titre de championne de Grèce après une saison sans défaite dans ce championnat et une victoire en finale 68 à 52.
En 2011, elle est la meilleure joueuse au contre, moyenne de 0,9 par rencontres ce qui la classe respectivement au treizième de la ligue, et deuxième, 3,8, rebondeuse de sa franchise. Elle inscrit 5,6 points, capte 3,8 rebonds, 1,2 passe, réussit 0,4 interception et 0,9 contre par match dans une saison où elle dispute l'intégralité des matchs de sa franchise. Quatrième de la conférence Ouest avec un bilan de 18 victoires et 16 défaites, San Antonio dispute le premier tour des playoffs face au Lynx du Minnesota. Cette série est remportée par cette dernière franchise sur le score de deux à un, concédant ainsi sa seule défaite des playoffs qui se terminent par un titre WNBA. Lors de cette série, les statistiques de Riley sont de 4,0 points, 4,3 rebonds, 3,0 passes, 1,33 contres.
Après une dernière saison WNBA en 2013 avec le Dream d'Atlanta, elle annonce en juin 2014 sa retraite sportive.

## Entraîneuse
Après sa retraite des terrains, Riley passe un MBA de dirigeant au très coté Mendoza College of Business et s'implique dans plusieurs ONG : Nothing But Nets, NoKidHungry et Inspire Transformation. Les Stars annoncent le 20 avril 2016 que leur entraîneur et manager général Dan Hughes a demandé à effectuer sa dernière saison à ces fonctions. Elle est nommée manager générale et entraîneuse associée de façon à préparer la transition.

## Club
En octobre 2015, elle plaide devant le Parlement pour soutenir l'aide alimentaire aux pauvres.

### NCAA
- 1997-2001 : Fighting Irish de Notre Dame

### WNBA
- 2001 et 2002 : Sol de Miami
- 2003 à 2006 : Shock de Détroit
- 2007 à 2011 : Silver Stars de San Antonio
- 2012 : Sky de Chicago
- 2013 : Dream d'Atlanta

### NWBL
- 2003-2006 : Chill du Colorado

### Europe
- 2002-2003 : Ros Casares Valence
- 2005-2006 :  Porta XI CB Ensino
- 2006-2007 :  Lotos Gdynia
- 2007-2008 :  TTT Riga
- 2009 :  Rivas Ecopolis
- janv 2010-2011 :  Athinaïkós Výronas

## Palmarès

### Club
- Championne WNBA 2003 et 2006
- Championne de National Women's Basketball League 2005, 2006
- Championne NCAA : 2001 et 2002
- Vainqueure de l'Eurocoupe 2010[17]

### Sélection nationale
- Jeux olympiques d'été
  -  Médaille d'or aux Jeux olympiques de 2004 à Athènes
- Autre
  -  Médaille d'argent aux jeux mondiaux universitaires : 1999

### Distinctions personnelles
Ruth Riley remporte le titre de championne de NCAA lors de la saison 2000-2001, sa dernière sous le maillot de Notre Dame. À cette occasion, elle remporte également le titre de Most Outstanding Player (MOP) récompensant la Meilleure joueuse du Final Four.
Ruth Riley obtient de nombreuses distinctions individuelles lors de sa carrière universitaire : elle remporte à trois reprises le titre de BIG EAST Defensive Player of the Year, conférence dont elle termine dans le premier cinq de la saison et du tournoi lors de ses trois dernières saisons et le titre de meilleure joueuse de la conférence - named BIG EAST Player of the Year - en 2001, titre qu'aucune joueuse de Notre Dame avait obtenu auparavant. Lors de ses trois dernières saisons, elle obtient des titres de joueuse de la semaine de la conférence. Elle obtient également des nominations dans les différentes équipes All-America : troisième cinq en 1999, puis premier cinq en 2000 et 2001 pour l'Associated Press, premier cinq en 2000 et 2001 pour US Basketball Writers Association, Women's Basketball Coaches Association All American en 2001. Lors de cette dernière saison, elle remporte le Naismith Trophy.
Elle est l'une des plus importantes de l'histoire des Fighting Irish de Notre Dame, devenant la troisième joueuse à franchir les 2 000 points et la première à franchir la barre des 1 000 rebonds. Au total, ses statistiques en carrière sont de 2 072 points, 1 007 rebonds, 370 contres et 172 passes. Son université honore son ancienne joueuse en 2000 en introduisant celle-ci dans le Ring of Honor des Fighting Irish de Notre Dame.
Durant sa carrière professionnelle, elle est désignée meilleure joueuse de la finale WNBA 2003 (Women’s National Basketball Association Finals Most Valuable Player Award). Elle est également élue MVP des Play-offs de WNBL 2006. Sélection USA pour de la rencontre The Game at Radio City en 2004
En 2011, elle est récompensée, en compagnie de Sue Bird du Trophée Kim Perrot de la sportivité, trophée « représentant le mieux les valeurs du sport sur le terrain, le comportement éthique, le fair-play et l'intégrité » durant la saison.